# La Piedad (Valle de los Caídos)
La Piedad es una escultura de 1952 obra de Juan de Ávalos y Taborda ubicada en la entrada de la Basílica de la Santa Cruz del Valle de los Caídos, situada en el valle de Cuelgamuros. La estatua, además de presidir el acceso a la cripta, sirve como penúltima estación del vía crucis que recorre el recinto del valle.

## Encargo y elaboración
La escultura, comisionada por Francisco Franco, constituye la quinta versión elaborada por Ávalos debido a que las anteriores concepciones hechas por el artista no resultaron del agrado del dictador. Tras la realización de un gran número de bocetos y reproducciones a escala, se consensuó una estatua de La Piedad que llegó a ser esculpida, si bien esta no fue del gusto de Franco, a quien le pareció demasiado pequeña en comparación con el complejo al que estaba destinada además de por carecer del ideal de tranquilidad y reposo que debía transmitir el templo, ya que la estatua mostraba a la Virgen en actitud orante y con un claro gesto de desesperación, representando una pose y actitud muy alejadas con respecto a la escultura actual. Según un rumor sin confirmar, Franco rechazó la primera versión debido también a que la misma formaba un triángulo isósceles, lo que a ojos del dictador resultaba demasiado ligado a la masonería. La Virgen fue finalmente destruida, sirviendo parte de los restos para pavimentar el camino de ingreso a la basílica, mientras que el resto fue abandonado en las tierras que rodean el mausoleo.
En consecuencia, Ávalos esculpió una nueva versión. La escultura se elaboró mediante un armazón de madera el cual sirvió para esculpir el boceto en barro. En la construcción se emplearon ciento cincuenta y una placas de entre quince y veinte centímetros de grosor de piedra caliza negra de Calatorao (Zaragoza), cuyas dimensiones se obtuvieron mediante el uso de un sistema de coordenadas, siendo colocadas una vez numeradas sobre la base de hormigón armado de la estatua.

## Descripción
La Piedad mide aproximadamente seis metros de altura, nueve de anchura y tres de fondo. Con un peso de entre ciento veinte y ciento cincuenta toneladas, la escultura, de color oscuro debido a la piedra que la recubre, muestra a Cristo en brazos de la Virgen, cuyo rostro sereno deja entrever un gran sufrimiento y tristeza por la muerte de su hijo. La Virgen se aferra a la mano sin vida de Cristo muerto y sostiene su cabeza, que cae hacia 
atrás junto con el cabello, descansando parte del cuerpo en el suelo. Destacan particularmente el torso y el brazo derecho de Cristo, cuya pose es marcadamente naturalista y detallada en lo que respecta a la anatomía humana, contrastando a su vez con los pliegues de la túnica y el velo de la Virgen.

## Restauración

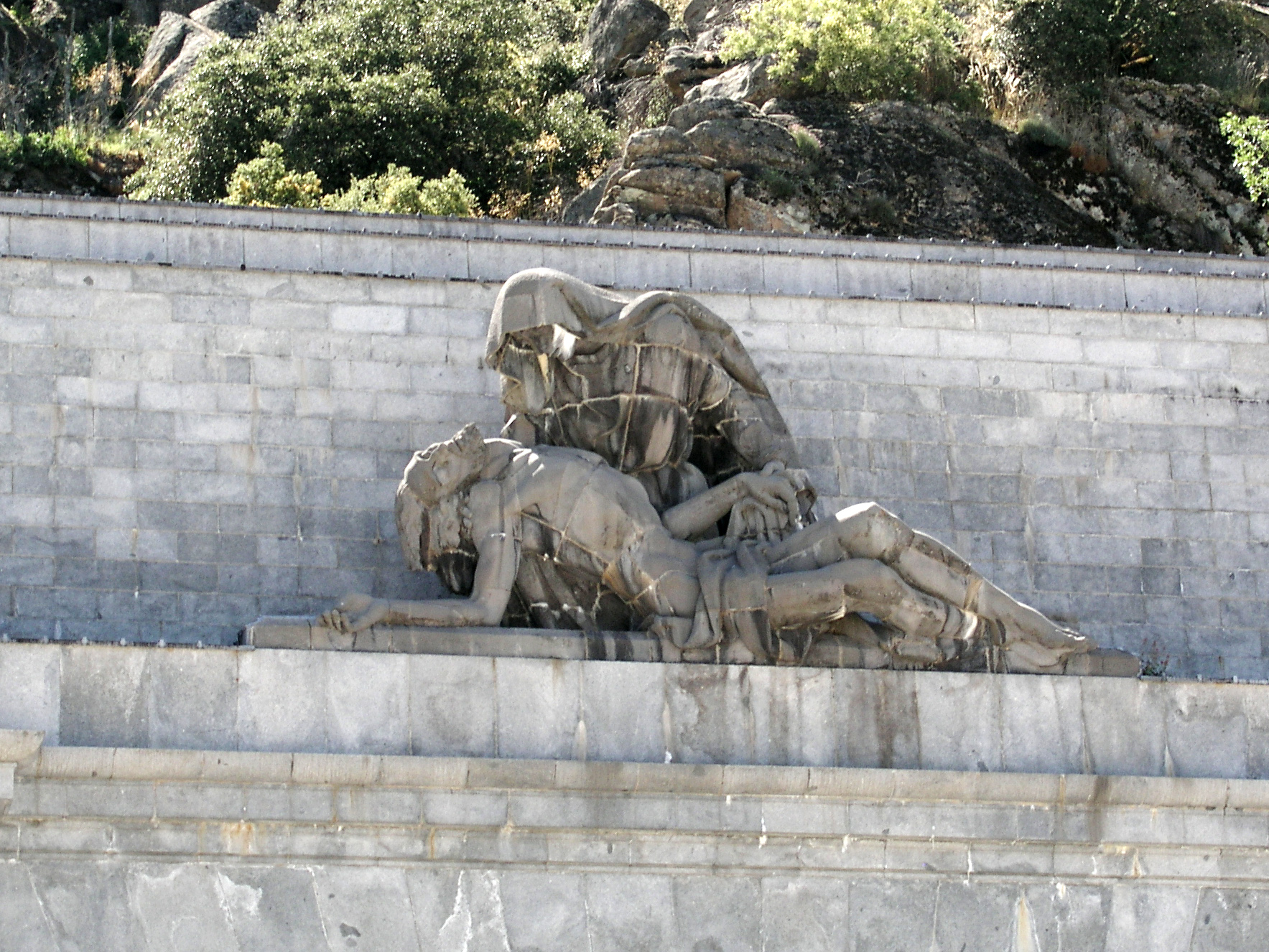
La Piedad en 2007. En la imagen puede apreciarse el deterioro de la escultura

En abril de 2010 se iniciaron las labores de desmontaje de la escultura con el fin de someterla a un proceso de restauración, motivado por la fisuración de las placas de tierra caliza de Calatorao empleadas en la estatua. El 11 de julio de 2008 se había precipitado al suelo un fragmento del antebrazo de la figura yacente, de treinta kilos de peso, lo que provocó que se clausurase la entrada principal al complejo por decisión de Patrimonio Nacional, cuyas fuentes señalaron que la restauración en el lugar donde se halla la estatua se había intentado en diversas ocasiones, pero debido al daño producido en la piedra se requería el desmontaje completo de la figura y su reparación en un taller. Las piezas fueron extraídas desprendiéndolas de sus juntas mediante cuñas y radiales para proceder al examen de sus fisuras. Cada una de las placas de piedra fue siglada y acomodada en cajones, apeados hasta el suelo mediante una grúa de pluma de ochenta toneladas de peso y cuarenta metros de longitud. Las piezas fueron finalmente almacenadas en la cafetería de la hospedería contigua a la basílica, cerrada desde 2008, la cual sirvió de almacén improvisado para atender las tareas de reparación, efectuando Patrimonio Nacional un modelo en 3D para prevenir cualquier eventualidad durante el acometimiento de los trabajos.
Los técnicos contratados por Patrimonio Nacional abrieron el 24 de abril de 2010 la espalda de la Virgen para estudiar los motivos por los que esta y otras obras de la basílica se estaban deteriorando, lo que motivó que se tuviesen que reforzar así como construir defensas para evitar accidentes en caso de producirse más desprendimientos. El orificio abierto en la Virgen, realizado con sierras de diamante, permaneció abierto varias horas con el fin de que se pudiesen tomar muestras de su interior. Según Javier García-Guinea, geólogo del Museo Nacional de Ciencias Naturales, el tipo de piedra empleado está predestinado a sufrir por las cíclicas congelaciones y descongelaciones propias del enclave, donde se registran temperaturas considerablemente bajas en invierno y las propias del clima mediterráneo en verano, lo que mezclado con la lluvia perjudicó en gran medida la piedra, agrietándola, lo que provocó que el agua se filtrase hacia el interior. Como consecuencia de que el agua accediese al núcleo de la escultura, se desató una reacción química que empezó a disolver el material, el cual en consecuencia comenzó a supurar por las grietas. El compuesto empleado por Ávalos consistió en una mezcla de yeso, masilla de cal y cemento blanco, lo que constituye el principal problema puesto que el yeso aportó sulfatos y el hormigón que sostiene las obras liberó sodio por estar realizado con arena sucia; la filtración de agua dio lugar a una reacción química que provocó que el conglomerado empezase a descomponerse. Las continuas hinchazones y desinfles provocados por el agua y las bajas temperaturas reventaron las grietas por las que se colaba la humedad, comprometiendo de esta forma la solidez del conjunto.
Finalmente, entre 2013 y 2014, en un periodo de tiempo de cinco meses y con un presupuesto de 230.446,08 euros, se procedió al acometimiento de las labores de reparación de La Piedad así como de limpieza y mantenimiento del interior del templo. Las obras, adjudicadas a Construcciones Javier Herrán S.L.U., consistieron en la restauración de la escultura mediante la reproducción de un molde réplica del antebrazo de Cristo y la limpieza y consolidación de la figura.

## Galería de imágenes

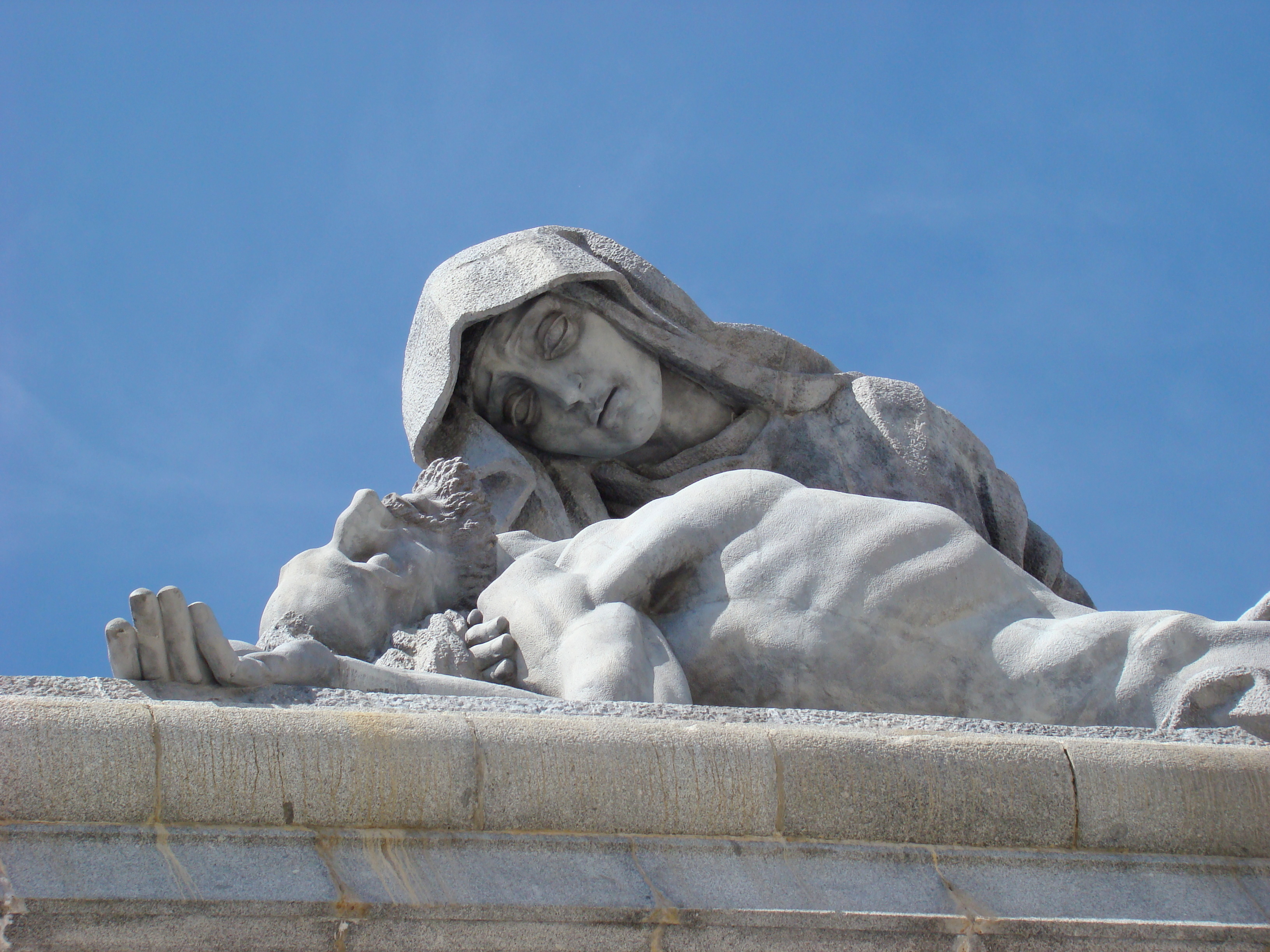
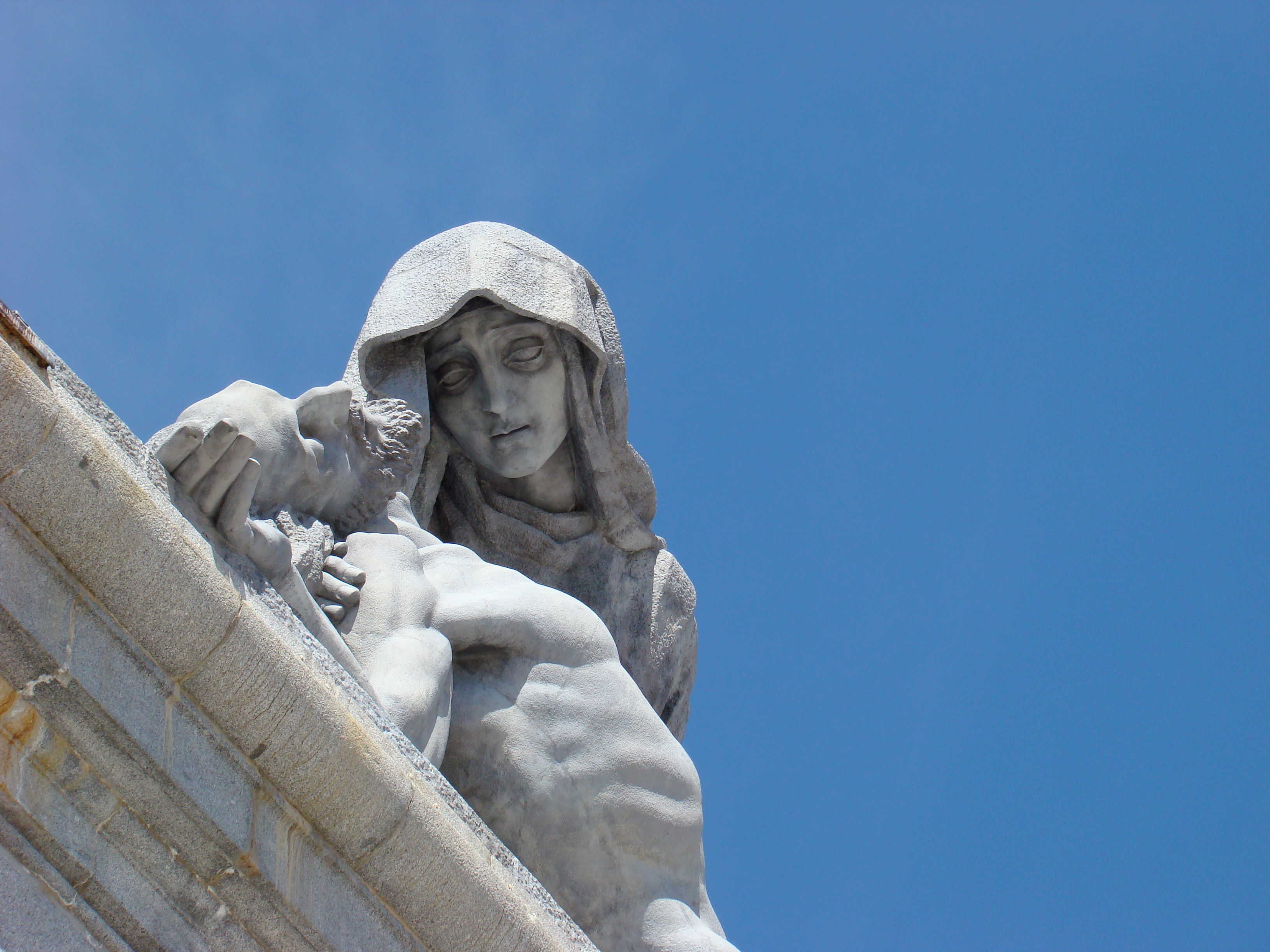
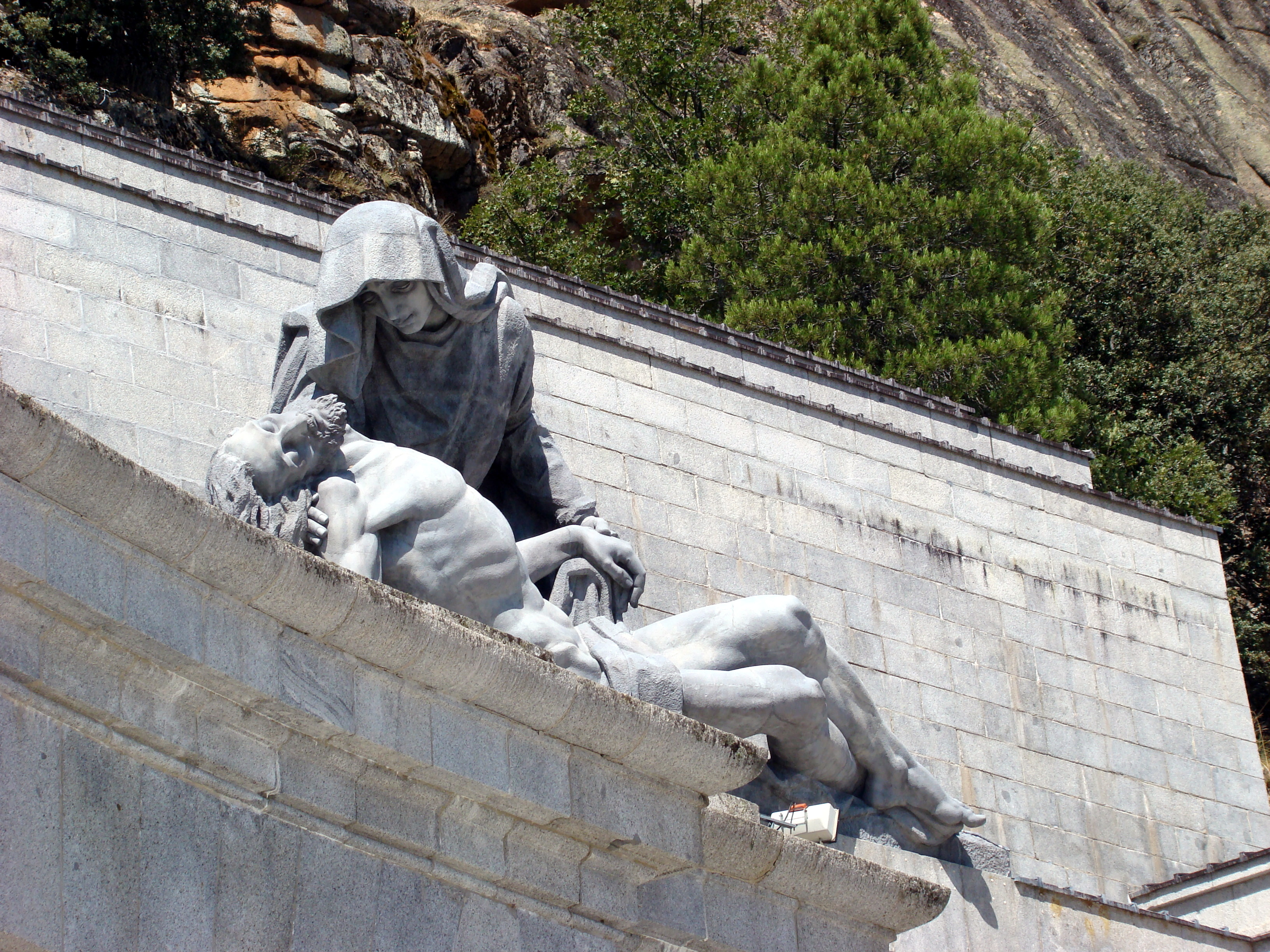